# Ithomeis aerella
Ithomeis aerella är en fjärilsart som beskrevs av Grose-smith 1902. Ithomeis aerella ingår i släktet Ithomeis och familjen Riodinidae. Inga underarter finns listade i Catalogue of Life.